# تپه توران فارس
تپه توران فارس مربوط به هزاره اول قبل از میلاد است و در شهرستان علی‌آباد، روستای توران فارس واقع شده و این اثر در تاریخ ۱۶ تیر ۱۳۶۴ با شمارهٔ ثبت ۱۶۳۷ به‌عنوان یکی از آثار ملی ایران به ثبت رسیده است.